# Nemoria oppleta
Nemoria oppleta är en fjärilsart som beskrevs av W. Warren 1907. Nemoria oppleta ingår i släktet Nemoria och familjen mätare. Inga underarter finns listade i Catalogue of Life.